# ラ・プニャラーダ
ラ・プニャラーダ（La Puñalada）とは、ピンティン・カステジャーノス（Pintín Castellanos）作曲のミロンガで、タンゴの一曲として紹介されることも多い。

## 概要
1936年発表の曲。原題は、『ナイフの一突き』という意味である。
セレドリオ・フローレス（Celedorio Flores）の作詞の歌詞がある。歌なしの演奏が多い。
ファン・ダリエンソ楽団の演奏が有名である。初演は、ウルグアイのモンテビデオのカフェで、ダリエンソ楽団の演奏であった。タンゴとしての演奏もあるが、ギターによる本来のミロンガとしての演奏もある。
YouTubeで、いくつか関連動画がアップロードされている。 

## カヴァー
- フランシスコ・カナロ楽団
- ファン・ダリエンソ楽団
- キンテート・レアル